# Dastar Bandi
El Dastar Bandi (en hindi: दस्तार बंदी) és una cerimònia i una celebració sikh, en moltes famílies sikhs, quan un noi arriba certa edat (generalment d'onze a setze anys), és portat a una Gurdwara propera. En presència del Guru Granth Sahib Ji, i després de les oracions sikhs, anomenades Ardas, el seu primer turbant (Dastar) serà ceremonialment lligat pel Granthi, un familiar de més edat, o bé per un ancià sikh. L'ancià li explicarà al noi, la importància de deixar créixer el seu cabell, i de dur el turbant. Aquesta cerimònia mostra com el poble sikh observa amb respecte al turbant. El turbant és un manament crucial de la fe dels sikhs, de fet molts sikhs el consideren un manament més important que els altres. Els turbants poden ser de qualsevol color, es pot dur de moltes maneres diferents, i poden ser d'estils diferents també.

## Les cinc K
Després de la cerimònia del Dastar Bandi, i de la seva iniciació en la Khalsa, el jove sikh complirà amb cinc manaments, (les 5 K) referents a la seva aparença quotidiana.
- Primer manament: els sikhs han de deixar-se créixer el pèl, cobrir-se el cabell, i no tallar-se'l mai. (kesh).

- Segon manament: els sikhs han de dur una polsera d'acer anomenada kara, al voltant del seu canell.

- Tercer manament: l'home ha de fer servir una pinta de fusta, anomenada kanga, per pentinar-se el cabell.

- Quart manament: l'home ha de dur com a roba interior, uns calçotets de cotó anomenats kachera.

- Cinquè manament: els sikhs han de dur sempre una daga d'acer, anomenada kirpan, que es fa servir per l'autodefensa, i per motius religiosos.[1]